# Józef Gawlina

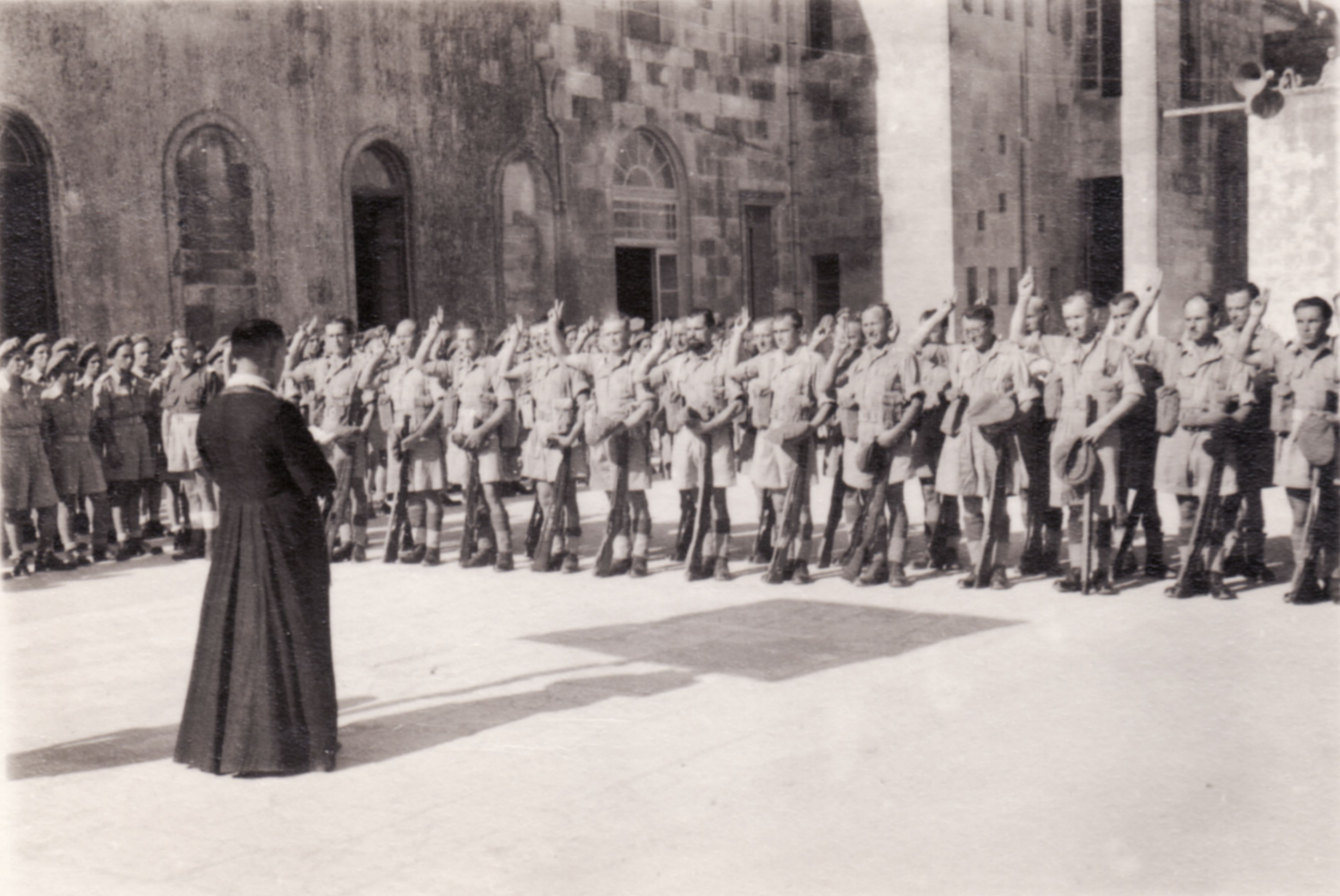
Monsignor Józef Gawlina a Casarano con il II Corpo polacco, il 16 maggio 1946.

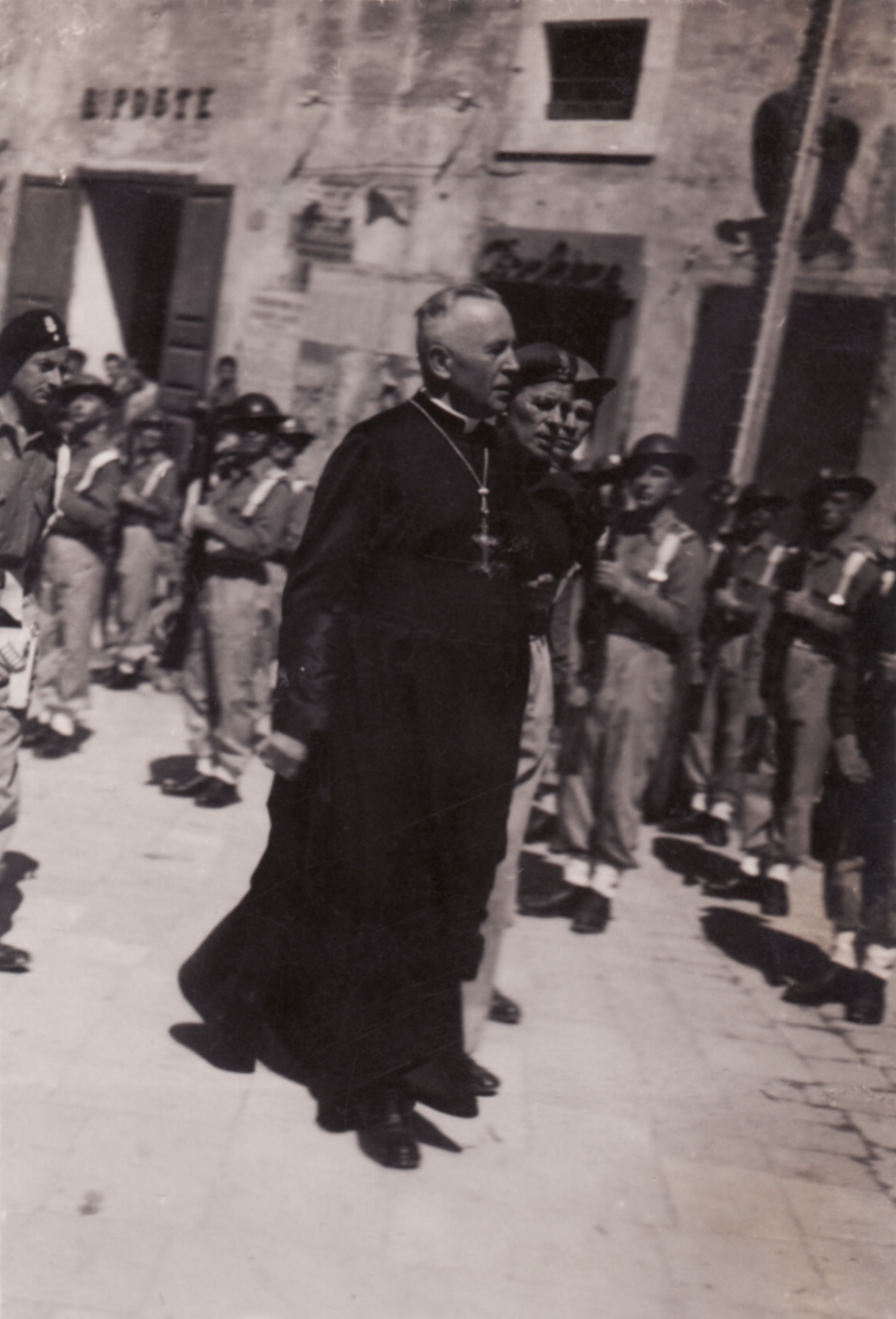
Altra immagine di monsignor Józef Gawlina a Casarano con il II Corpo polacco, il 16 maggio 1946.

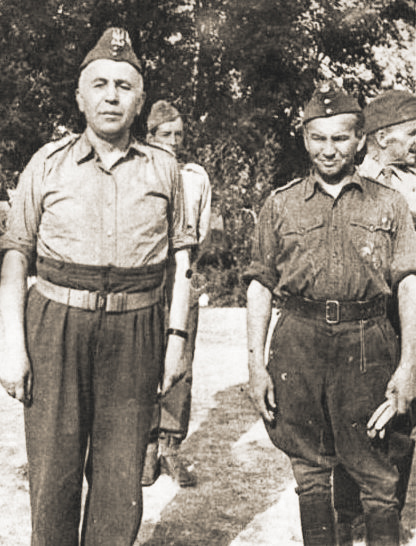
Monsignor Gawlina (sul lato sinistro della foto) durante una visita ai soldati dell'esercito di Anders.

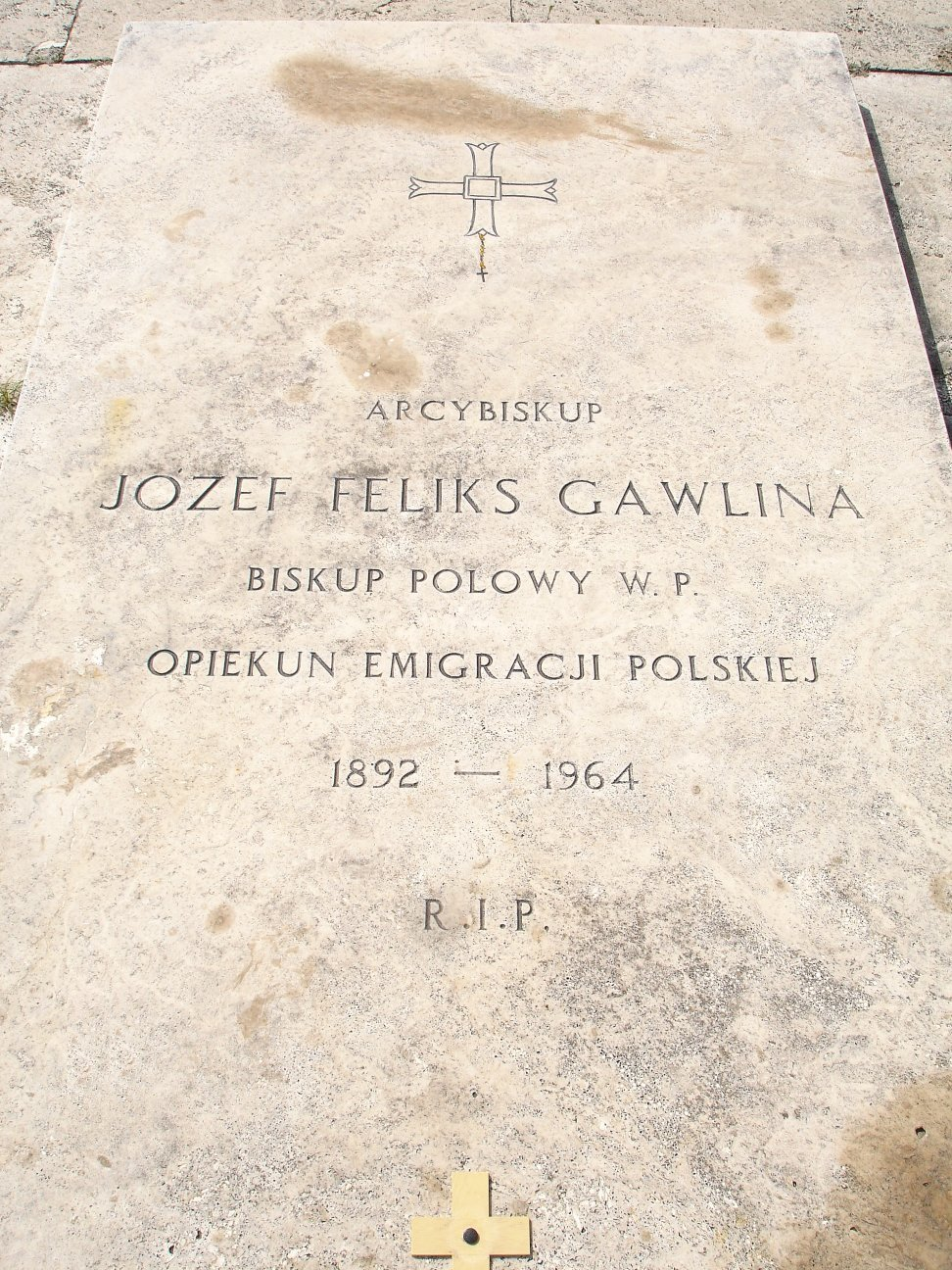
Tomba di monsignor Gawlina nel cimitero militare polacco di Montecassino.

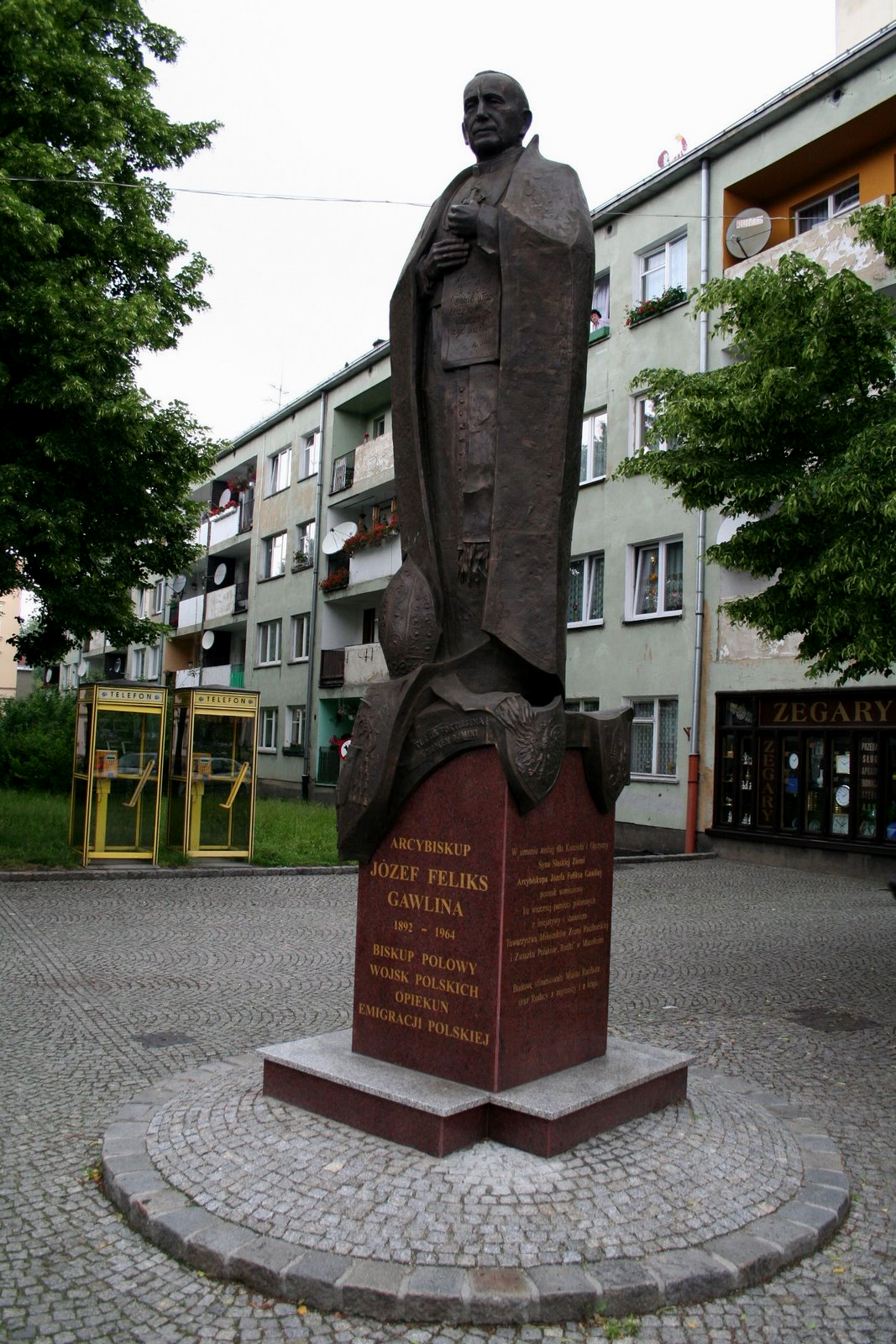
Monumento a monsignor Józef Gawlina nella piazza del mercato di Raciborz.

Józef Feliks Gawlina (Strzybnik, 18 novembre 1892 – Roma, 21 settembre 1964) è stato un arcivescovo cattolico polacco.

## Biografia
Monsignor Józef Feliks Gawlina nacque a Strzybnik il 18 novembre 1892 da Franciszek e Joanna nata Banaś.

### Formazione e ministero sacerdotale
Dopo aver frequentato la scuola elementare a Rudnik, studiò presso il reale liceo evangelico di Racibórz. Fu espulso dal ginnasio per aver partecipato a un illegale circolo di auto-educazione polacca. Nel 1914 si diplomò al ginnasio reale prussiano di Rybnik. Poco dopo iniziò gli studi presso la Facoltà di teologia dell'Università di Breslavia che interruppe nell'aprile del 1915 a causa della chiamata in servizio nell'esercito prussiano e l'invio sul fronte occidentale con il grado di soldato. Rimase ferito sul fronte francese nel novembre del 1915 e venne inviato in servizio nella guarnigione di Breslavia. Nel settembre del 1917 venne inviato nel fronte in Medio Oriente, in Siria. Combatté nella battaglia di Damasco e fu catturato dagli inglesi che lo tennero prigioniero dall'ottobre del 1918 al novembre dell'anno successivo. Dopo essere tornato a Breslavia nel luglio del 1920, completò gli studi per il dottorato in studi teologici e filosofici.
Il 19 giugno 1921 fu ordinato presbitero dal cardinale Adolf Bertram. Come cittadino tedesco fu in grado di avviare un'attività pastorale nella parte della Slesia appartenente alla Germania. Volendo svolgere il servizio pastorale nella parte polacca dell'Alta Slesia, si recò a Katowice, dove divenne vicario parrocchiale della parrocchia di Czerwionka. In seguito fu vicario parrocchiale a Dębieńsku dal 1921 e a Tychy dal 1922. Nel maggio del 1923 superò l'esame giurisdizionale. Nel luglio del 1924 venne nominato da padre August Hlond segretario generale della Lega Cattolica dell'amministrazione apostolica dell'Alta Slesia. Dal settembre 1924 al marzo del 1927 curò la rivista Gość Niedzielny. Nel 1925 divenne direttore responsabile di Gość Niedzielny. Nello stesso anno venne nominato segretario della curia vescovile Katowice e parroco di Królewska Huta, l'odierna Chorzów. Per incarico del primate August Hlond, dal 1927 al 1929 organizzò a Varsavia un'agenzia di stampa cattolica. Nel 1928, durante il suo soggiorno a Varsavia, conseguì una laurea in teologia morale presso l'Università di Varsavia. Nel marzo del 192 tornò in Slesia, nella diocesi di Katowice, come cancelliere vescovile e assistente diocesano dell'Azione Cattolica. Il 21 luglio 1931 divenne parroco della parrocchia di Santa Barbara a Królewska Huta. Nella sua parrocchia si impegnò nel campo della carità, fondò un ufficio della Caritas, un asilo nido per bambini e una cucina popolare. Nel 1932 fondò il settimanale parrocchiale Wiadomości Parafialne. Poiché la parrocchia era molto grande, fu costretto a lasciare l'incarico di assistente dell'Azione Cattolica e a rifiutare la nomina a canonico del capitolo cattedrale di Katowice.

### Ministero episcopale
Dopo lo scontro tra il maresciallo Józef Piłsudski e l'ordinario militare Stanisław Gall e l'accettazione delle sue dimissioni da parte della Santa Sede, Józef Gawlina fu candidato per questo incarico. Il 7 febbraio 1933 Józef Piłsudski ebbe una conversazione con padre Gawlina che accettò di assumere l'incarico di vicario castrense. Allo stesso tempo, Piłsudski presentò le sue richieste come ministro degli affari militari. Piłsudski era personalmente il superiore del vescovo, mentre Adam Korwin-Sokołowski, capo del gabinetto del ministro, si occupava di questioni tecniche e organizzative. Le controversie tra Gawlina e Sokołowski dovettero essere appianate da Piłsudski. Questi descrisse a Gawlina i compiti del ministero pastorale militare perché il suo predecessore aveva lasciato, secondo il maresciallo, una grande inerzia e un disordine senza eguali in nessun'altra parte dell'esercito. A seguito delle dimissioni del vescovo Stanisław Gall il 14 febbraio 1933 papa Pio XII lo nominò vicario castrense per la Polonia e vescovo titolare di Mariamme. Ricevette l'ordinazione episcopale il 19 marzo successivo nella chiesa di Santa Barbara a Królewska Huta dal cardinale August Hlond, arcivescovo metropolita di Gniezno e Poznań, coconsacranti il vescovo di Łódź Wincenty Tymieniecki e quello di Katowice Stanislaw Adamski. I fedeli della chiesa di Santa Barbara posero una targa per commemorare la partenza del vescovo, collocata nella sagrestia della chiesa. Il cardinale August Hlond, anche lui figlio della Slesia, era per lui una guida e un guardiano, ma anche un protettore.
Dopo aver assunto l'incarico di ordinario militare monsignor Gawlina mantenne le strutture della curia divisa in due dipartimenti: organizzativo-amministrativo, nonché educativo-formativo e una sezione greco-cattolica. Dalla curia dipendevano: il decanato generale, i decanati di ciascun Corpo, i cappellani anziani, i cappellani e i parroci. A quel tempo c'erano 128 sacerdoti nella curia. Gawlina introdusse riforme nella curia. Visitò le unità e le caserme più lontane. Fu chiamato "vescovo errante". Sempre in contatto con soldati e personale, aveva un atteggiamento aperto e cercava di aiutare le persone. Stabilì standard elevati per i sacerdoti che non lo resero popolare tra il clero del vicariato. Spesso metteva in imbarazzo i suoi superiori militari e le autorità statali con la sua condotta. Un esempio di coraggio civile fu la partecipazione ai funerali di Wojciech Korfanty il 20 agosto 1939 a Katowice. Era l'unico vescovo venuto da Varsavia presente al funerale. Nel caso di Wojciech Korfanty non intervenne di concerto con il governo di Józef Piłsudski. Organizzò numerosi centri di ministero di campo nell'esercito polacco. Le chiese delle caserme e delle scuole militari incominciarono a funzionare bene. Dedicò molto tempo a lavorare con i giovani associati al Servizio militare giovanile, istituito con il decreto del Presidente della Repubblica di Polonia il 22 giugno 1936.
Poco prima dello scoppio della seconda guerra mondiale, nell'agosto del 1939 circolò la voce sulla sua prossima nomina ad arcivescovo metropolita di Varsavia che però non venne mai ufficializzata.
La guerra trovò monsignor Gawlina a Varsavia. Fece diverse nomine di decani. L'evacuazione della curia del vicariato castrense avvenne il 4 settembre. Nella notte tra il 6 e il 7 settembre 1939, su ordine delle supreme autorità dell'esercito polacco, monsignor Gawlina lasciò Varsavia. Il vescovo si ritirò verso est. Raggiunse Łuck, dove fu ferito in un attentato. Raggiunse il confine polacco-rumeno, che attraversò il 18 settembre. Arrivò a Bucarest, poi attraversando l'Ungheria il 5 ottobre giunse a Roma. Dopo un'udienza con papa Pio XII, la Segreteria di Stato della Santa Sede gli affidò la giurisdizione di ordinario militare. Ciò indirettamente significava il riconoscimento della continuità dello stato polacco e del suo esercito. Andò quindi in Francia. Il 18 ottobre 1939, dopo essere arrivato a Parigi, assunse formalmente i compiti di ordinario dell'esercito polacco in esilio. Si unì all'organizzazione dell'esercito polacco in Francia. Organizzò le celebrazioni radiofoniche domenicali per i soldati. Il 12 novembre 1939, per ordine del ministro degli affari militari del governo polacco in esilio, il generale Władysław Sikorski, divenne vicepresidente del consiglio della Croce Rossa polacca durante la guerra. Pubblicò il libro di preghiere del soldato polacco. Il 21 dicembre 1939, per decreto del presidente Władysław Raczkiewicz, venne nominato membro del parlamento polacco in esilio, quindi membro supplente della Commissione militare, membro della commissione giuridica-costituzionale e presidente della commissione per gli affari esteri. Era molto attivo nel Parlamento. Diede aiuto ai rifugiati polacchi in Francia. Dal gennaio del 1940 fu membro del consiglio supremo dell'Unione mondiale dei polacchi all'estero. Dal 18 settembre 1940 rimase in Gran Bretagna dopo la sconfitta della Francia. Dall'aprile all'ottobre del 1942 fu in Unione Sovietica, dove il generale Władysław Anders formava l'esercito polacco. Lasciò l'Unione Sovietica con l'ultima nave in partenza per l'Iran. Dopo essere tornato dal Medio Oriente, continuò il suo lavoro nelle file dell'esercito polacco in Gran Bretagna. Fondò due seminari: uno a Beirut, in Libano, e l'altro a Glasgow, in Scozia. Il 16 agosto 1943 monsignor Gawlina celebrò le esequie del generale Władysław Sikorski a Newark.
La sua giurisdizione come ordinario militare si estendeva ai soldati polacchi nelle Forze armate della Francia, del Regno Unito, del Canada, del Medio Oriente, in Africa, e in Unione Sovietica (dal 1942), e dal 1944 in Italia, in Belgio, nei Paesi Bassi e in Germania.
Condusse una visita ai campi dei profughi polacchi evacuati dall'Unione Sovietica in Persia. Il 19 aprile 1942 attraversò il confine con l'Unione Sovietica e, dopo una breve permanenza a Mosca, iniziò una visita di tre mesi alle truppe dell'esercito polacco nell'Unione Sovietica, nelle repubbliche di Uzbekistan, Tagikistan, Kirghizistan e Kazakistan. A metà dell'ottobre del 1942, si trasferì dalla Persia all'Iraq e poi a Gerusalemme all'inizio di novembre. Papa Pio XII il 3 ottobre 1942 lo nominò ordinario per i rifugiati civili polacchi nell'est.
Il 15 febbraio del 1943 partì per un viaggio negli Stati Uniti d'America dove incontrò il presidente Franklin Delano Roosevelt. Con l'aiuto della stampa americana, chiese aiuto per i bambini polacchi nell'Unione Sovietica. Seguì le truppe polacche del generale Władysław Anders nella campagna d'Italia e nella battaglia di Cassino, ove fu cappellano del Centro di evacuazione sanitario. Partecipò alla battaglia di Loreto e a quella di Ancona. Ad Ancona il 31 luglio 1944 ricevette dalle mani del comandante supremo, il generale Bronisław Sosnkowski, la croce d'argento dell'Ordine Virtuti Militari e la croce al valore.
Dopo la fine della seconda guerra mondiale e lo scioglimento delle Forze armate polacche in Occidente cessò il suo incarico di vicario castrense. L'8 febbraio 1945 venne nominato protettore dell'emigrazione polacca per l'impossibilità di svolgere questo compito da parte del Primate della Polonia. Il 5 giugno successivo la Santa Sede gli affidò la protezione dei rifugiati polacchi in Germania e in Austria. Il 28 gennaio 1949, poco dopo la morte del cardinale August Hlond, papa Pio XII lo nominò ordinario per polacchi in esilio. Dalla metà del 1947 visse a Roma come rettore della chiesa di Santo Stanislao dei Polacchi, in via delle Botteghe Oscure 15.
Tra il 1949 e il 1952 visitò i centri di immigrazione polacchi in undici paesi in Europa, America settentrionale e America meridionale. Partecipò alla creazione di missioni cattoliche polacche in Argentina, Australia, Brasile, Cile, Danimarca, Lussemburgo, Spagna, Paesi Bassi, Sudafrica, Svizzera, Svezia e Tanzania. Promosse la costruzione di una cappella polacca nelle grotte vaticane. Sotto il suo patrocinio, nel 1947 a Londra creò il Veritas Catholic Publishing Centre. Lo stesso anno fondò l'Istituto di editoria "Hozianum" presso l'Ospizio Stanislao Osio. Dal 1949 alla morte fu editore e redattore capo del "Duszpasterza Polskiego Zagranicą". Nel 1954 iniziò la pubblicazione del "Sacrum Poloniae Millennium".
Il 29 novembre 1952 papa Pio XII lo nominò arcivescovo titolare di Madito. Papa Giovanni XXIII lo nominò membro della commissione preparatoria per gli affari episcopali e delle diocesi del Concilio Vaticano II. Partecipò alle prime due sessioni e a parte della terza come segretario della commissione per i vescovi e le diocesi.
Morì a Roma nella tarda serata del 21 settembre 1964 per un attacco di cuore. Era in corso la terza sessione del Concilio Vaticano II. Le esequie si tennero a Roma. Fu inizialmente sepolto nella tomba delle suore feliciane al cimitero del Verano. L'8 aprile 1965, secondo la sua volontà, la sua salma fu trasferita al cimitero militare polacco di Montecassino.

## Genealogia episcopale
La genealogia episcopale è:
- Cardinale Scipione Rebiba
- Cardinale Giulio Antonio Santori
- Cardinale Girolamo Bernerio, O.P.
- Vescovo Claudio Rangoni
- Arcivescovo Wawrzyniec Gembicki
- Arcivescovo Jan Wężyk
- Vescovo Piotr Gembicki
- Vescovo Jan Gembicki
- Vescovo Bonawentura Madaliński
- Vescovo Jan Małachowski
- Arcivescovo Stanisław Szembek
- Vescovo Felicjan Konstanty Szaniawski
- Vescovo Andrzej Stanisław Załuski
- Arcivescovo Adam Ignacy Komorowski
- Arcivescovo Władysław Aleksander Łubieński
- Vescovo Andrzej Stanisław Młodziejowski
- Arcivescovo Kasper Kazimierz Cieciszowski
- Vescovo Franciszek Borgiasz Mackiewicz
- Vescovo Michał Piwnicki
- Arcivescovo Ignacy Ludwik Pawłowski
- Arcivescovo Kazimierz Roch Dmochowski
- Arcivescovo Wacław Żyliński
- Vescovo Aleksander Kazimierz Bereśniewicz
- Arcivescovo Szymon Marcin Kozłowski
- Vescovo Mečislovas Leonardas Paliulionis
- Arcivescovo Bolesław Hieronim Kłopotowski
- Arcivescovo Jerzy Józef Elizeusz Szembek
- Vescovo Stanisław Kazimierz Zdzitowiecki
- Cardinale Aleksander Kakowski
- Cardinale August Hlond, S.D.B.
- Arcivescovo Józef Gawlina